# 程海波
程海波（1952年12月—），湖南岳阳人。岳阳师范高等专科学校（今湖南理工学院）毕业。中华人民共和国政治人物。

## 人物经历
历任岳阳地区行政公署副专员；湘阴县委副书记、县长、县委书记；岳阳市人民政府副市长、市委副书记；常德市委副书记、副市长、代市长、市委书记等职。在主政常德期间，程海波因为对市内教育发展做出贡献，于2004年9月获中共湖南省委、省人民政府表彰为湖南省“教育功臣”
2006年，程海波转任湖南省农业厅党组书记、厅长。2009年7月21日，他因涉嫌在多宗公共工程，基建工程以及房地产开发案中为亲属及他人牟取非法利益而被中共湖南省纪委立案调查。2011年12月，程海波被湘西土家族苗族自治州中级人民法院判处死缓，剥夺政治权利终身，并处没收个人全部财产。现羁押于长沙监狱麓峰监区，2014年，程海波因在死刑缓期执行期间，没有故意犯罪，获湖南省高级人民法院减刑为无期徒刑。